# 五線無鬚魮
五線無鬚魮（学名：Puntius semifasciolatus），又稱条纹二鬚䰾／条纹二鬚魞（䰾=魞，兩個字為同義字）、条纹二鬚魮、紅目鮘、條紋小魮、條紋小鲃、紅目仔、紅目狗貓仔、花肚、紅目猴、半紋魮、七星魚、五線無鬚鲃等，為輻鰭魚綱鯉形目鯉科的其中一個初級性淡水魚物種。由英國動物學家阿爾伯特·甘瑟於1868年根據採自中國的標本描述。

## 分布
本魚分布於中國大陸南部（廣東、廣西、海南等地）、香港、台灣西部、 越南北部的溪流。
被引入至寮國及雲南湄公河流域、新加坡以及夏威夷。

## 深度
水深0至5公尺。

## 特徵
本魚體側扁，鬚一對，眼上方具紅色光澤，鱗片大。體側具有不完整的黑色條紋，縱向穿越橄欖綠的身體，黑色斑點主要出現在背部。繁殖期時，雄魚所有的鰭都變成紅色，並有黃色條紋。體長可達7公分。

## 生態
本魚為初級淡水魚，棲息在淡水溪流中，性情溫和，喜群游，屬雜食性，以蠕蟲、甲殼類、昆蟲、植物等為食。

## 經濟利用
為高經濟價值的觀賞性魚類，廣泛地輸出至世界各地。